# Прыгунчики (прямокрылые)
Прыгунчики, или тетригиды (лат. Tetrigidae) — семейство насекомых из подотряда короткоусых (Caelifera) отряда прямокрылых. Содержит более 250 родов и 1700 видов (второе по количеству видов семейство короткоусых после настоящих саранчовых). Распространены очень широко, максимальное разнообразие — в тропиках.
Прыгунчики — самые мелкие представители короткоусых. Характерна чрезвычайно удлинённая переднеспинка, покрывающая всю спинную поверхность брюшка и часто продолжающаяся назад.
Питаются в основном мхами и водорослями, иногда лишайниками и мелкими сосудистыми растениями. Живут часто во влажных местообитаниях, некоторые способны плавать по воде и даже под водой. Исследованы относительно слабо.
Древнейшие ископаемые представители относятся к нижнему мелу. По состоянию на 2014 год известно 10 ископаемых видов. Также найдены в балтийском янтаре (Rusmithia gorochovi).

## Описание
Мелкие прямокрылые с короткими усиками. Длина тела не более 10 мм. Окрашены обычно в землистые тона — серый или серовато-коричневый. Пигментация прыгунчиков делает их схожими с различными природными объектами, такими как камни, лишайники, листья, веточки и иголки.
Переднеспинка продолжена назад в длинный отросток, прикрывающий сверху брюшко. Надкрылья сильно укорочены, лопастевидные, крылья длиннее надкрылий (у некоторых и те и другие отсутствуют; бескрылые и крылатые особи могут встречаться даже в пределах одной популяции). Брюшко лишено органа слуха на первом сегменте; нет и стрекотательных органов, поэтому прыгунчики не издают звуков. Формула лапок — 2-2-3.